# Edelmannsgut
Unter einem Edelmannsgut wird ein adliges Gut verstanden, also ein Gut, dessen Besitzer von adeliger Abstammung ist.
Der Begriff Edelmannsgut wird beispielsweise in den altbaierischen landesständischen Freibriefen von Gustav von Lerchenfeld 1853 erwähnt.